# Diego Corral
Diego Corral Contreras (Quillota, 9 de marzo de 2005) es un futbolista profesional chileno que se desempeña como mediocampista y actualmente milita en Universidad Católica de la Primera División de Chile.

## Trayectoria

### Universidad Católica
Comenzó sus inferiores en Universidad Católica a la edad de 8 años, donde fue figura en las categorías inferiores del club: sub-11, sub-13 y sub-17. El 11 de marzo de 2023, firmó su primer contrato profesional. Debutó el 31 de agosto de 2023 contra Unión Española por la fecha 23 de la Primera División de Chile tras ingresar por Byron Nieto al minuto 62 en el empate de su club 2 a 2 ante el cuadro hispano.

## Estadísticas

### Clubes
| Club                         | Div.          | Temporada     | Liga  | Liga  | Copas nacionales | Copas nacionales | Copas internacionales | Copas internacionales | Total | Total |
| Club                         | Div.          | Temporada     | Part. | Goles | Part.            | Goles            | Part.                 | Goles                 | Part. | Goles |
| ---------------------------- | ------------- | ------------- | ----- | ----- | ---------------- | ---------------- | --------------------- | --------------------- | ----- | ----- |
| Universidad Católica · Chile | 1.ª           | 2023          | 2     | 0     | —                | —                | —                     | —                     | 2     | 0     |
| Universidad Católica · Chile | 1.ª           | 2024          | —     | —     | —                | —                | —                     | —                     | 0     | 0     |
| Universidad Católica · Chile | 1.ª           | 2025          | 6     | 0     | 4                | 1                | 1                     | 0                     | 11    | 1     |
| Universidad Católica · Chile | Total club    | Total club    | 8     | 0     | 4                | 1                | 1                     | 0                     | 13    | 1     |
| Total carrera                | Total carrera | Total carrera | 8     | 0     | 4                | 1                | 1                     | 0                     | 13    | 1     |
| 1. 2. 3.                     |               |               |       |       |                  |                  |                       |                       |       |       |

### Resumen estadístico
| Competición               | Partidos | Goles |
| ------------------------- | -------- | ----- |
| Primera División de Chile | 8        | 0     |
| Copa Chile                | 4        | 1     |
| Copa Sudamericana         | 1        | 0     |
| Total                     | 13       | 1     |